# Studiobühne am Germanistischen Seminar der Uni-Bonn
Die Studiobühne am Germanistischen Seminar der Uni-Bonn war in den 1960er und 1970er Jahren eine Experimentier-Theaterbühne an der Universität Bonn.
Der Germanistikprofessor für neuere Sprachen und Literatur Benno von Wiese gründete eine studentische Probenbühne
an seinem Seminar, die bis Anfang der 1960er Jahre auch unter seiner Leitung und Protektion stand. In den unruhigeren späteren 60ern gab er aus Altersgründen auf und überließ den Studenten selbst – nach ihren Interessen und Vorstellungen – die Bühne. Die Regisseure und Schauspieler Jürgen Flimm, Eberhard Feik, Gerd-Theo Umberg, Rainer Pause, Thomas Schulte-Michels u. a. sammelten hier ihre ersten Erfahrungen.
Intendanz, Regie, Bühnenbild und Auswahl der studentischen Darsteller wurden jetzt im Kollektiv bestimmt.
Das Rektorat der Universität stellte einen großen Proben(Keller)raum im Hauptgebäude unter dem Kunsthistorischen Institut zur Verfügung und finanzierte die Vorhaben durch Zuschüsse.
Pro Semester wurde in der Regel ein Werk inszeniert und im Großen Hörsaal 1 (Theatersaal) dann zu Semesterschluss öffentlich, nicht nur für die Kommilitonen, sondern auch für die Bonner Bürger aufgeführt.
Zum Beispiel:
- Der Student Enno Frandsen (und späterer Gymnasiallehrer für Deutsch und Literatur) inszenierte im WS 1966/67 „Victor oder die Kinder an der Macht“ von Roger Vitrac.
- Der Student Gerd-Theo Umberg (und späterer Professor an der Hochschule für Musik und Darstellende Kunst Frankfurt am Main) inszenierte im WS 1967/68 „Die Benachrichtigung“ von Václav Havel.
- Der Student Wolfram Zimmermann inszenierte SS 68 :„Die Zimmerwirtin“ von Jacques Audiberti.
- im WS 68/69  wurde August von Platens :„Die verhängnisvolle Gabel“ auf die Bühne gebracht.
- im SS 69 Zacharias Werners : „Der vierundzwanzigste Februar“.
- im WS 69/70 führte Wolf Nöhren Regie bei Joseph Hellers Stück : „we bombed in new haven“ und erstellte zusammen mit Hawe Kemen (späterer Gymnasiallehrer für Deutsch und Literatur) das Bühnenbild.

Die Studenten, Klaus Lange, Eckhart Rüther, Hawe Kemen, Rainer Pause und Andere, kamen von der Bühne nicht mehr los.
In den 1970er Jahren übernahm insbesondere Rainer Pause die Leitung der Studiobühne. Er wurde später hauptberuflicher Schauspieler und erfolgreicher Kabarettist in Bonn und gründete 1987 sein eigenes Pantheon-Theater, das zur führenden Kleinkunstbühne im Rheinland geworden ist.